# H’Erelle
H’Erelle ist eine Siedlung im Quarter (Distrikt) Laborie im Süden des Inselstaates St. Lucia in der Karibik. 2015 hatte der Ort 111 Einwohner.

## Geographie
Die Siedlung liegt an der Ostgrenze von Laborie zum Quarter Vieux Fort im Norden des Hauptortes Laborie. Im Osten schließt sich Pomme im Quarter Vieux Fort an. Die Grande Rivière de l’Anse Noire bildet die Grenze.

## Klima
Nach dem Köppen-Geiger-System zeichnet sich H’Erelle durch ein tropisches Klima mit der Kurzbezeichnung Af aus.